# إدوارد أ. كريسماس
إدوارد أ. كريسماس (بالإنجليزية: Edward A. Christmas)‏ هو مدرب خيول أمريكي، ولد في 10 أكتوبر 1903 في أبر مارلبورو في الولايات المتحدة، وتوفي في 17 أكتوبر 1969.